# Ampliación Narciso Mendoza
Ampliación Narciso Mendoza es una localidad del estado mexicano de Morelos. Es parte del municipio de Cuautla.

## Toponimia
El nombre de la localidad rinde homenaje a Narciso Mendoza, héroe del sitio de Cuautla.

## Demografía
| Censo | Población |
| ----- | --------- |
| 2000  | 599       |
| 2010  | 985       |
| 2020  | 1180      |